# Prova dos noves
Prova dos noves (ou noves fora) é um método para verificar erros realizados nas quatro operações que consiste em tirar os noves dos números de entrada e saída da conta.
Tirar os noves é, matematicamente, pegar um número escrito na base decimal e obter o resto da sua divisão por nove (se esta não for exata) ou o próprio nove (se esta for exata) somando-se os algarismos do número, somando-se os algarismos da conta resultante da soma anterior, e continuar somando até sobrar apenas um número de um algarismo. A conta pode ser acelerada quando, ao se somarem os algarismos, os noves forem ignorados, ou quando forem sendo subtraídos 9 a cada soma.
Exemplo: o resto da divisão de 472856 por 9 pode ser obtido fazendo as contas:
4 + 7 = 11, tirando 9, fica 2
2 + 2 = 4
4 + 8 = 12, tirando 9, fica 3
3 + 5 = 8
8 + 6 = 14, tirando 9, fica 5
Este resultado é o mesmo se fosse feita a soma (4 + 7 + 2 + 8 + 5 + 6), e sobre este resultado calculado o resto da sua divisão por 9.
- Prova da adição: Tiram-se os noves às parcelas e, separadamente, à soma. Os resultados devem ser iguais.
- Prova da subtração: Tiram-se os noves ao aditivo e separadamente ao resto mais o diminuitivo. Os resultados devem ser iguais.
- Prova da multiplicação: Tiram-se os noves ao multiplicando e ao multiplicador, multiplicam-se os dois resultados, e tiram-se os noves do resultado. Tiram-se os noves do produto. Os resultados devem ser iguais.
- Prova da divisão:
  - Divisão exata: Tiram-se os noves do divisor e do quociente, multiplicam-se os dois resultados, e tiram-se os noves do resultado. Tiram-se os noves do dividendo. Os resultados devem ser iguais.
  - Divisão inexata: Tiram-se os noves do divisor e do quociente, multiplicam-se os dois resultados, tiram-se os noves deste resultado junto ao resto da divisão. Tiram-se os noves do dividendo. Os resultados devem ser iguais.[1]